# Гройч
Гройч (нім. Groitzsch) — місто в Німеччині, розташоване в землі Саксонія. Входить до складу району Лейпциг.
Площа — 70,06 км2. Населення становить 7579 ос. (станом на 31 грудня 2020).